# Enugu Rangers International Football Club
L'Enugu Rangers International Football Club è una società calcistica nigeriana con sede a Enugu.
La squadra ha vinto 6 campionati nigeriani.
Il club gioca le gare casalinghe al Nnamdi Azikiwe Stadium che ha una capienza di 30.000 posti a sedere.

## Palmarès

### Competizioni nazionali
- Campionato nigeriano: 8

1971, 1974, 1975, 1981, 1982, 1984, 2016, 2023-2024
- Coppa di Nigeria: 6

1974, 1975, 1976, 1981, 1983, 2018
- Nigerian Super Cup: 1

2004

### Competizioni internazionali
- Coppa delle Coppe d'Africa: 1

1977

### Altri piazzamenti
- Campionato nigeriano:

Secondo posto: 2012
Terzo posto: 2019
- Coppa di Nigeria:

Finalista: 1971, 1978, 1990, 2000, 2004, 2007, 2023
Semifinalista: 2025
- CAF Champions League:

Finalista: 1975
- Coppa CAF:

Semifinalista: 2003